# プラチナ・パラダイス2
『プラチナ・パラダイス2』（原題:  Insatiable）は、1980年5月公開のアメリカ合衆国のポルノ映画。1970年代に多くのセクスプロイテーション映画を撮っていたスチュ・シーガルが、ゴッドフリー・ダニエルズ名義で製作、監督した。

## 概要
マリリン・チェンバースの40年弱にわたるキャリアの中で、もっとも有名な主演作と言われている。アメリカのアダルトエンターティンメントに携わる人に授与される「XRCO賞」の、さらに特筆すべき業績を残した人や作品を称える部門で殿堂入りを果たした映画である（マリリン・チェンバース自身も、女優部門で殿堂入りしている）。本作の冒頭で、主人公がタオルを取り出すクローゼットの中に、モデル時代のチェンバースが赤ちゃんを抱いたパッケージの洗剤「アイボリー・スノー」の箱が置かれている。なお、チェンバースは2009年4月19日に、自宅で遺体で発見された。57歳という若さでの死去だった。
日本では1982年にグローバルフィルム配給のもと、成人映画『プラチナパラダイス PART2』の邦題で公開された。これはグローバルフィルムが1981年に配給したセシル・ハワードの監督作品『プラチナパラダイス』（原題: Platinum Paradise）にあやかった邦題で、ハワードが撮った映画とは何の関係もない。

## あらすじ
不慮の事故で両親を失ったトップモデルのサンドラ・チェイス（チェンバース）は、親の莫大な遺産と豪邸が転がり込み、映画出演の話も持ち込まれるが、性的に満たされない日々を送っている。サンドラは叔母のヴィクトリア（J・ターナー）と共にロンドンの街を旅しながら、友人のレネー（セレナ）とレズビアンセックスに耽ったプールサイドでの出来事を始め、様々な性の遍歴を回想する。
フェラーリ・ディーノを飛ばすサンドラが田舎道に差しかかると、ガス欠で難儀している若い男性チャールズ（R・パチェコ）が助けを求めてきた。木陰に車を停めたサンドラはディーノのガソリンタンクにホースを入れ、もう片方から吸い上げるようにチャールズに言うが、肺活量が足りない彼は全く吸い出せない。じゃあ私が吸い出してあげる、とサンドラはズボンを引き下ろしてフェラチオを始め、彼を射精させる。次にサンドラが思い出すのは、父の屋敷の庭師ニック（D・モリス）のことだ。ビリヤードに興じているニックと話しているうちに、彼はサンドラを犯そうとした。口では抵抗しながらも陰茎を握らされたサンドラは興奮が抑えきれなくなり、自ら股を開いて挿入を求めた。セックスを堪能したニックは、スヌーカーに仰向けに寝かせたサンドラの口でイラマチオを行ない、彼女の顔に射精した。
友人のロジャー（J・レスリー）とフロー（J.St.ジェームズ）を夕食に招待したサンドラは、友人らに楽しむよう告げ、食事が終わると早々に自室に引き上げた。夜の庭でセックスを始めたロジャーたちだが、興奮したフローはお尻に入れて欲しいと言い出し、2人はアナルセックスを行なう。庭でセックスを続ける2人の声を聞きながら、サンドラは自室のベッドでオナニーに没頭していた。性的妄想の中でニックやフロー、そしてもう一人の夢の男（M・レンジャー）とセックスしても満足できず、"more…more（もっとよ）"と求めるサンドラに応じるように、長大な男根を持つ究極の夢の男（J・C・ホームズ）が現われた。途方もなく巨大な陰茎が肛門に挿入され、サンドラは悶絶する。直腸内で激しい抽挿運動が続くサンドラは息も絶え絶えになるが、彼女の股間に男が精液を放出してもまた満たされないサンドラは、"more…more…prease……more（お願い、まだ欲しいの）"と懇願するのだった。

## キャスト
- サンドラ・チェイス - マリリン・チェンバース
- 究極の夢の恋人 - ジョン・C・ホームズ
- フロー - ジェシー・セント・ジェームズ
- レネー - セレナ
- ロジャー・アダムス - ジョン・レスリー
- チャールズ - リチャード・パチェコ
- ニック - デヴィッド・モリス
- 夢の恋人 - マイク・レンジャー
- ヴィクトリア – ジョーン・ターナー（英語版）

## スタッフ
- 監督 – ゴッドフリー・ダニエルズ（スチュ・シーガル（英語版））
- 脚本 – ダニエル・ショート
- 脚本監修 – ブレイク・ウェスト
- 製作 – ゴッドフリー・ダニエルズ
- 制作進行 – シェリー・ペリ
- 撮影 – J.R.バッグス
- 撮影助手 - K.C.ホットキス
- 編集 – ジョー・ダイアモンド
- 音楽 - ドン・Ｇ・シアロッタ、デニス・C・ニクロス
- 主題歌 - マリリン・チェンバース
- 挿入歌 - キャッチ・フィリップス、クリス・シャロッタ、ウェンディ・ヤーギン
- ロンドン班・制作進行 – バーニー・ブルーム
- ロンドン班・撮影監督 – アンソニー・ウェルシ
- ロンドン班・撮影助手 – ニック・イングランド

## ホームメディア化
アメリカでは1980年代にキャバレロ・ホームビデオよりビデオカセットで初めてのソフト化。2006年12月に2枚組コレクターズ・エディションのDVDが発売された。本編ディスクには新規のM・チェンバースのオーディオ・コメンタリー、特典ディスクにはケーブルテレビ放送向けに編集されたソフトコア版の他、削除されたシーン、チェンバースのインタビュー映像、劇場予告編など数々の特典映像を収録している。さらに2009年10月には、リマスターされた本編と特典映像を収録した“30周年アニバーサリー・エディション”のDVDが発売された。
日本国内では、1987年にJAVN（ジャパン・オーディオビジュアルネットワーク）より『インセイシャブル』のタイトルで成人指定のビデオカセットとレーザーディスクがリリースされている。